# Liste der Museen im Burgenland

## B
- Bad Tatzmannsdorf
  - Freilichtmuseum Bad Tatzmannsdorf
  - Kurmuseum
  - Pannonisches Brotmuseum
  - Radiomuseum
- Bernstein
  - Bernsteiner Felsenmuseum
- Bildein
  - burgenländisches geschichte(n)haus
- Breitenbrunn am Neusiedler See
  - Wehrturm Breitenbrunn
- Bruckneudorf
  - Steinmetzmuseum Kaisersteinbruch
  - Bunkeranlage Ungerberg

## D
- Deutsch Jahrndorf
  - Dorfmuseum
- Deutschkreutz
  - Carl-Goldmark-Gedenkhaus[1]
  - Harkauer-Museum
  - Schloss Deutschkreutz

## E
- Eisenstadt
  - Diözesanmuseum
  - Burgenländische Landesgalerie
  - Burgenländisches Feuerwehrmuseum
  - Eichkundliche Sammlung
  - Haydn-Haus Eisenstadt

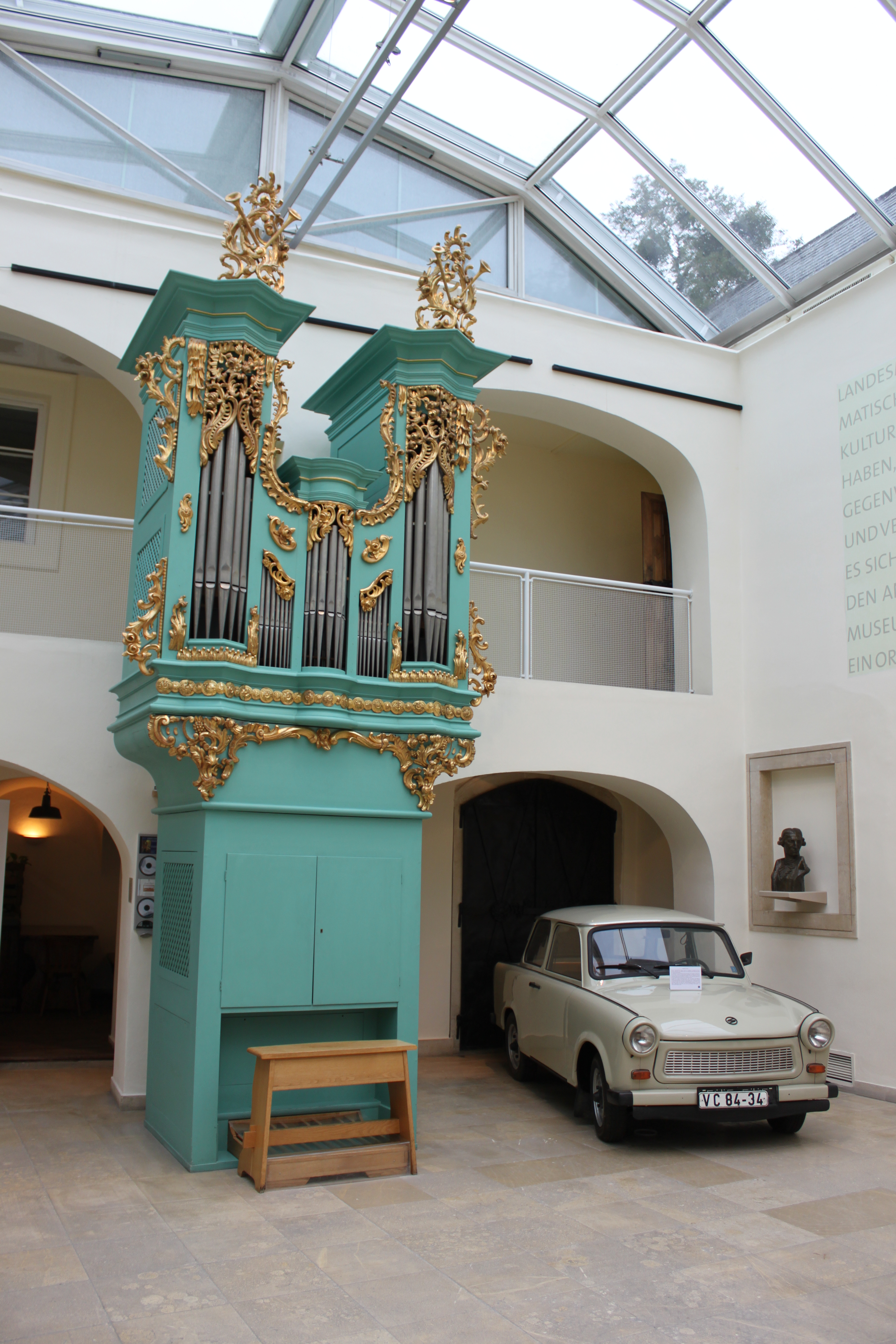
Ältere Haydn-Orgel der Bergkirche von Eisenstadt im Landesmuseum

  - Landesmuseum Burgenland, von 1926 bis 1938 im Leinnerhaus
  - Österreichisches Jüdisches Museum
  - Weinmuseum Burgenland

## G
- Gerersdorf-Sulz
  - Freilichtmuseum Ensemble Gerersdorf
- Gols
  - Erwin-Moser-Museum
- Güssing
  - Burg Güssing
  - Burgenländisches Auswanderermuseum und Josef-Reichl-Museum in der Alte Hofmühle (Güssing)
  - Gläsersammlung Güssing

## H
- Heiligenbrunn
  - Heiligenbrunner Kellerviertel

## I
- Illmitz
  - Nationalpark Neusiedler See-Seewinkel
  - Seevogel- und Tiermuseum

## J
- Jennersdorf
  - Bauernmuseum Jennersdorf
- Jois
  - Ortsmuseum Jois

## K
- Kaisersteinbruch
  - Steinmetzmuseum Kaisersteinbruch
- Kittsee

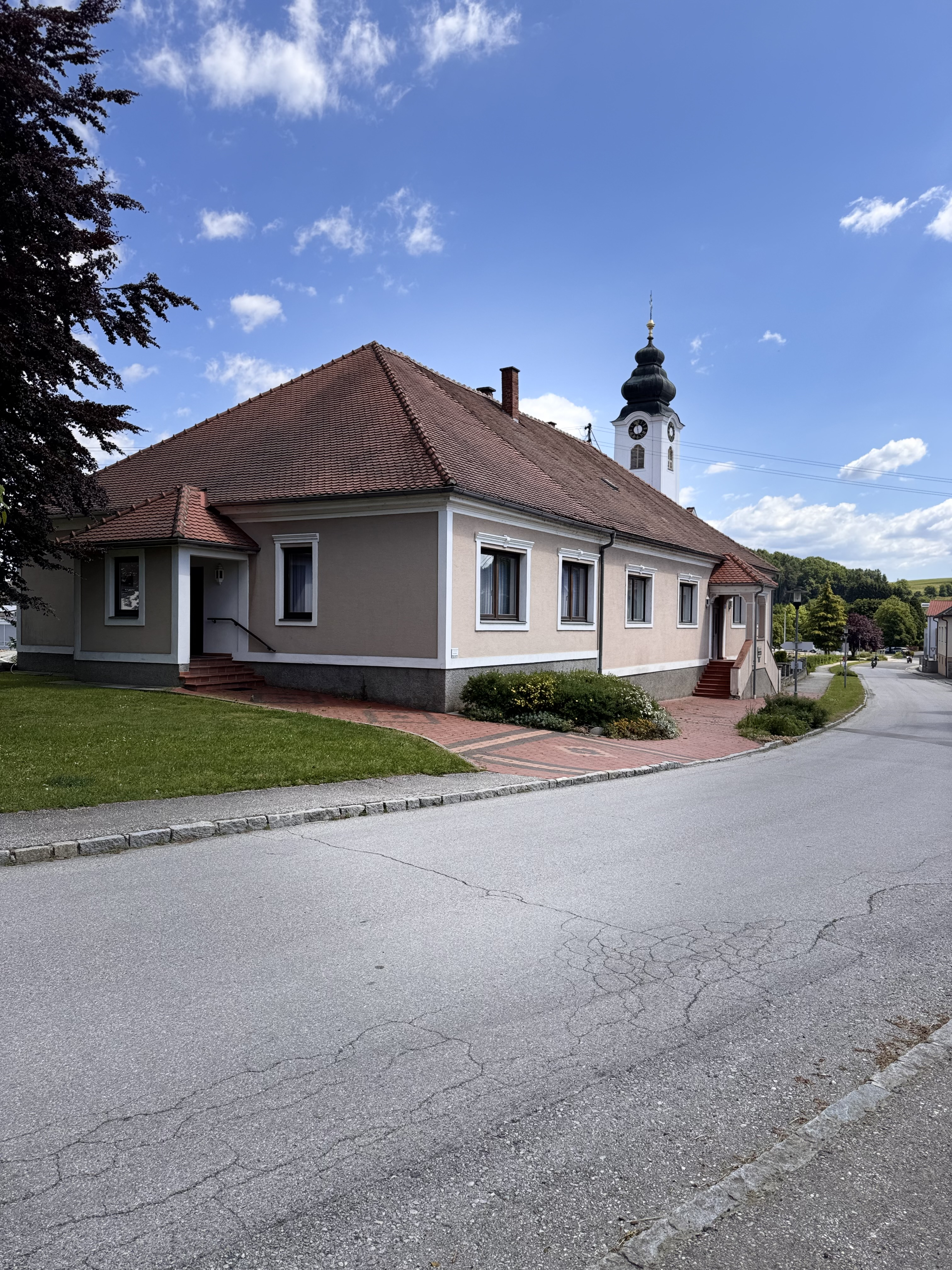
Im Nikolaushaus, hinter der kath. Pfarrkirche in Kemeten, wurde im November 2024 das erste burgenländische Krippenbaumuseum errichtet.

  - Ethnografisches Museum Schloss Kittsee
- Kohfidisch
  - Steinmuseum mit Bibelzitaten
- Krensdorf
  - Hofmuseum Krensdorf
- Kukmirn
  - Schnapsbrennerei-Museum
- Kemeten
  - 1. Bgld. Krippenbaumuseum Kemeten im Nikolaushaus

## L
- Lackenbach
  - Museum Der Natur auf der Spur in Schloss Lackenbach
- Lockenhaus
  - Brettersäge Lockenhaus

## M
- Mannersdorf an der Rabnitz
  - Europäisches Hundemuseum im Kloster Marienberg in Klostermarienberg
- Markt Neuhodis
  - Wallner-Mühle
- Markt Sankt Martin
  - Burgruine Landsee
  - Mida-Huber-Haus in Landsee
- Minihof-Liebau
  - Bachmühle Jost Minihof-Liebau
- Mogersdorf
  - Kreuzstadlmuseum
- Mönchhof
  - Dorfmuseum Mönchhof
- Mörbisch am See
  - Heimathaus Mörbisch
- Moschendorf
  - Weinmuseum Moschendorf

## N
- Neckenmarkt
  - Weinbau- und Fahnenschwingermuseum
- Neuberg im Burgenland
  - Privatmuseum Eduard Dergovics
- Neudorf bei Parndorf
  - Heimathaus Neudorf – Seoski muzej
- Neufeld an der Leitha
  - 1. Burgenländisches Bäckereimuseum
- Neutal
  - muba – Museum für Baukultur
- Nikitsch
  - Sammlung Anica

## O
- Oberpullendorf
  - Eisenverhüttungs-Schauraum
- Oberschützen
  - Museum Oberschützen
  - Schul- und Fassbindermuseum Willersdorf
  - Uhrenstube Aschau
- Oberwart
  - Bierarium, 1. Burgenländisches Brauereisouvenier-Museum

## P
- Pinkafeld
  - Stadtmuseum Pinkafeld mit Feuerwehrmuseum
- Piringsdorf
  - Flechtmuseum
- Podersdorf am See
  - Podersdorfer Windmühle
- Potzneusiedl
  - Ikonen- und Bibelmuseum Schloss Potzneusiedl
- Purbach am Neusiedler See
  - Ortsgeschichteausstellung Purbach

## R
- Raiding
  - Franz-Liszt-Geburtshaus
- Rechnitz
  - Csizmenmachermuseum (Stiefelmachermuseum)
  - Kreuzstadl Rechnitz
- Rotenturm an der Pinka
  - Feuerwehrmuseum
  - Heimatmuseum Siget in der Wart
- Rust
  - Stadtmuseum Kremayr Rust

## S
- Sankt Michael im Burgenland
  - Landtechnikmuseum Burgenland
- Stadtschlaining
  - Bergbaumuseum Goberling
  - Europäisches Friedensmuseum in der Burg Schlaining
  - Stadtmuseum
- Stegersbach
  - Regional- und Telegraphenmuseum Stegersbach
- Stinatz
  - Heimathaus Stinatz
- Stoob
  - Töpfermuseum Stoob

## U
- Unterwart
  - Unterwarter Heimathaus – Alsoöri otthon

## W
- Winden am See
  - Freilichtmuseum Wander Bertoni